# Arrest Zimir (C‑662/23)
Het arrest Zimir (C-662/23) is een uitspraak van het Hof van Justitie van de Europese Unie (HvJ-EU), d.d. 8 mei 2025, in antwoord op een verzoek d.d. 16 maart 2015 van de (Nederlandse) Afdeling bestuursrechtspraak van de Raad van State om een prejudiciële beslissing.
Het Hof beoordeelde de uitleg van artikel 31, lid 3, derde alinea, onder b, van de Procedurerichtlijn (Richtlijn 2013/32/EU), betreffende de maximale termijn waarbinnen een lidstaat op een asielaanvraag moet beslissen. Het Hof oordeelde dat Nederland de beslistermijn in asielprocedures niet zomaar mag verlengen van zes naar vijftien maanden, zoals sinds 2022 op basis van nationale regelgeving werd gedaan.

## Casus
De zaak werd aanhangig gemaakt naar aanleiding van een procedure van Zimir, een Turkse asielzoeker in Nederland, wiens aanvraag niet binnen zes maanden werd behandeld. De Immigratie- en Naturalisatiedienst (IND) had gebruikgemaakt van de mogelijkheid om de beslistermijn met negen maanden te verlengen. De Afdeling bestuursrechtspraak van de Raad van State stelde prejudiciële vragen aan het Hof van Justitie over de voorwaarden voor verlenging op grond van artikel 31, lid 3 en 4, van de Procdurerichtlijn.

## Rechtsvragen
De Afdeling bestuursrechtspraak had het Hof verzocht om een prejudiciële beslissing over de volgende vragen::punt 23
- Vraag 1a: Kan de beslissingsautoriteit gebruikmaken van zijn bevoegdheid om, bij een groot aantal verzoeken om internationale bescherming dat tegelijk wordt ingediend in de zin van artikel 31, derde lid, derde volzin en onder b, van de Procedurerichtlijn, de beslistermijn van zes maanden te verlengen, als de toename van het groot aantal verzoeken om internationale bescherming zich geleidelijk voordoet over een bepaalde periode en het als gevolg daarvan in de praktijk zeer moeilijk is de procedure binnen de termijn van zes maanden af te ronden? Hoe moet in dit verband "tegelijk" worden uitgelegd?
- Vraag 1b: Aan de hand van welke criteria moet worden beoordeeld of sprake is van "een groot aantal" verzoeken om internationale bescherming, als bedoeld in artikel 31, derde lid, derde volzin en onder b, van de Procedurerichtlijn?
- Vraag 2: Geldt een begrenzing in de tijd van de periode waarin zich een toename moet voordoen van het aantal verzoeken om internationale bescherming, om nog binnen het bereik te kunnen vallen van artikel 31, derde lid, derde volzin en onder b, van de Procedurerichtlijn? En, zo ja, hoelang kan deze periode duren?
- Vraag 3: Mag bij de beoordeling of het in de praktijk zeer moeilijk is de procedure binnen de termijn van zes maanden af te ronden, bedoeld in artikel 31, derde lid, derde volzin en onder b, van de Procedurerichtlijn - mede in het licht van artikel 4, eerste lid, van de Procedurerichtlijn - rekening worden gehouden met omstandigheden die niet zijn te herleiden tot de toename van het aantal verzoeken om internationale bescherming, zoals de omstandigheid dat de beslissingsautoriteit te maken heeft met achterstanden die al bestonden vóór de toename van het aantal verzoeken om internationale bescherming of met een gebrek aan personele capaciteit?

## Uitspraak Hof
Het Hof bepaalde dat de zesmaandentermijn de standaard is voor het nemen van een beslissing op een asielverzoek. Verlenging met negen maanden mag alleen plaatsvinden in uitzonderlijke gevallen, namelijk bij een plotselinge en aanzienlijke toename van het aantal aanvragen in een korte tijd. Structurele tekorten, personeelsproblemen of een geleidelijke toename van werklast zijn onvoldoende om deze termijn op te rekken.
De generieke Nederlandse verlenging naar vijftien maanden is daarmee in strijd met het Unierecht. Het Hof benadrukte het belang van rechtszekerheid en snelle besluitvorming in asielprocedures, mede in het belang van de aanvragers.

## Gevolgen
De uitspraak heeft directe gevolgen voor duizenden lopende asielprocedures in Nederland. In maart 2025 wachtten meer dan 18.000 asielzoekers al langer dan zes maanden op een beslissing. De uitspraak betekent dat de IND dergelijke verlengingen niet langer mag toepassen zonder te voldoen aan de Europese voorwaarden. Nationale wetgeving die daarmee in strijd is, moet buiten toepassing worden gelaten.
De Afdeling bestuursrechtspraak van de Raad van State zal naar verwachting in navolging van deze uitspraak een definitief oordeel vellen in de Nederlandse zaak.